# الكرينات (النجدة 2)
الكرينات هو دُوَّار يقع بجماعة جمعة مول البلاد، إقليم الخميسات، جهة الرباط سلا القنيطرة في المملكة المغربية. ينتمي الدوّار لمشيخة النجدة 2 التي تضم 3 دواوير. يقدر عدد سكانه بـ 952 نسمة حسب الإحصاء الرسمي للسكان والسكنى لسنة 2004.

## روابط خارجية
- البوابة الوطنية للجماعات الترابية
- المندوبية السامية للتخطيط